# Acacia arenaria
Acacia arenaria är en ärtväxtart som beskrevs av Schinz. Acacia arenaria ingår i släktet akacior, och familjen ärtväxter. Inga underarter finns listade i Catalogue of Life.